# Li Žuej-chuan
Li Žuej-chuan (čínsky pchin-jinem Lǐ Ruìhuán, znaky zjednodušené 李瑞环, tradiční 李瑞環; * 17. září 1934) je čínský komunistický politik, v letech 1989–2002 člen stálého výboru politbyra ÚV KS Číny, několikačlenného nejvyššího rozhodovacího orgánu v zemi. V letech 1989–1992 řídil ideologickou práci v Komunistické straně Číny a čínských médiích, poté byl deset let předsedou celostátního výboru Čínského lidového politického poradního shromáždění. V letech 2002/2003 odešel z politiky.

## Život
Li Žuej-chuan je chanské národnosti, pochází z obyčejné rolnické rodiny. Narodil se roku 1934 v severočínském Pao-ti (ve třicátých letech okres provincie Che-pej, od roku 2001 městský obvod v Tchien-ťinu).
V letech 1951–1965 pracoval v Pekingské stavební společnosti č. 3, začínal jako dělník, v letech 1958–1963 dálkově vystudoval Institut architektury a stavebnictví. Roku 1959 vstoupil do Komunistické strany Číny. Roku 1965 přešel do stranického aparátu, na místo zástupce tajemníka stranického výboru v Pekingské společnost stavebních materiálů. Za kulturní revoluce byl pronásledován, po roce 1971 se vrátil do řídících funkci ve stavebnictví. V letech 1973–1979 byl místopředsedou pekingských odborů, v letech 1979–1981 místopředsedou Všečínské federace mládeže a tajemníkem ÚV Komunistického svazu mládeže. Byl poslancem Všečínského shromáždění lidových zástupců v letech 1978–1998 a členem jeho stálého výboru v letech 1978–1983.
Roku 1982 byl přeložen do Tchien-ťinu. Zprvu na místo jednoho z tajemníků tchienťinského městského výboru KS Číny (1982–1984) a úřadujícího starosty, v letech 1982–1989 starosty Tchien-ťinu. Od roku 1987 současně stál v čele tchienťinské stranické organizace (jako tajemník městského výboru).
Roku 1982 byl zvolen členem ÚV KS Číny, roku 1987 i členem politbyra a v červnu 1989 do sekretariátu ÚV a (tehdy šestičlenného) stálého výboru politbyra. V nových funkcích převzal odpovědnost za ideologii, v letech 1989–1992 byl proto také předsedou Ústřední vedoucí skupiny pro propagandu a ideologickou práci.
Po XIV. sjezdu KS Číny v říjnu 1992 odešel z ideologických orgánů, a na jaře 1993 byl zvolen předsedou celostátního výboru Čínského lidového politického poradního shromáždění (ČLPPS), znovuzvolen byl i na druhé období roku 1998. Během jeho funkčních období vzrostla váha ČLPPS v čínském politickém systému, pod jeho vedením shromáždění navázalo spolupráci s partnerskými organizacemi v desítkách zemí světa. Po XVI. sjezdu KS Číny koncem roku 2002 již nebyl zvolen do ÚV a následující jaro odešel i ze státních funkcí.
Podle BBC byl politikem, který nezapomněl na své začátky, na obyčejné lidi. Jeho manželka pracovala jako dělnice až do penze; v Tchien-ťinu získal popularitu vystupováním v rádiu a televizi, kde odpovídal na dotazy diváků a posluchačů. Jako vrchní ideolog poněkud uvolnil kontrolu nad médii, byl vnímán jako liberál a zastánce obyčejných lidí v nejvyšším vedení KS Číny.